# کبدی (رنگ)
کبدی ممکن است به یک گروه از انواع خاصی از رنگ‌های قهوه‌ای تیره در سگ و اسب اشاره شود. نام‌گذاری یادشده ممکن است به رنگ اندام نیز اشاره داشته باشد.
نخستین استفاده ثبت‌شده از کبدی به عنوان نام رنگ در انگلیسی در سال ۱۶۸۶ بود.
در سمت چپ رنگی که به‌طور سنتی کبدی نامیده می‌شود، نمایش داده مشده است.

## نگارخانه

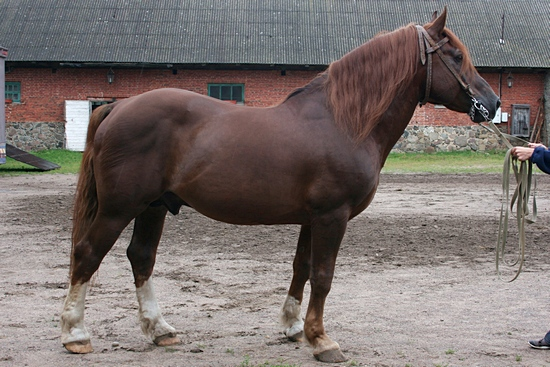
نمونه‌ای از اسب کبدی تیره به رنگ شاه بلوطی.
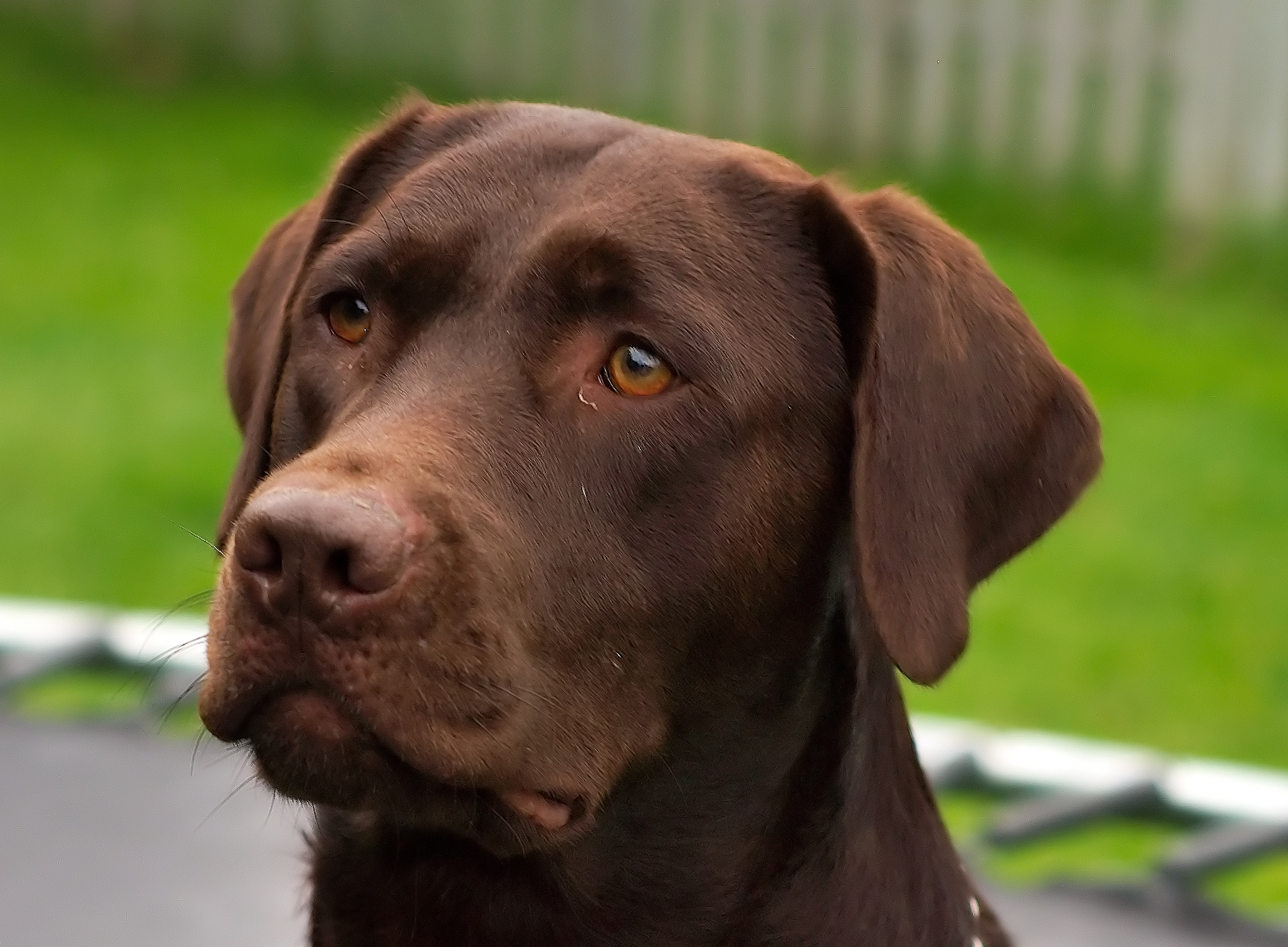
یک لابرادور رتریور؛ به بینی قهوه‌ای و رنگ زرد در چشم نگاه کنید. در لابرادورها به این رنگ «شکلاتی» می‌گویند، اما همان «کبدی» است.
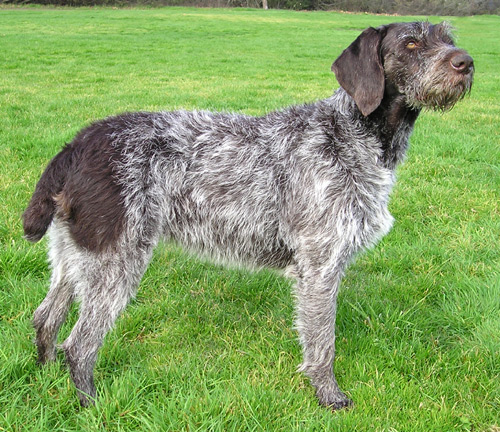
یک سگ موسیمی آلمانی به رنگ کبدی و پیسه
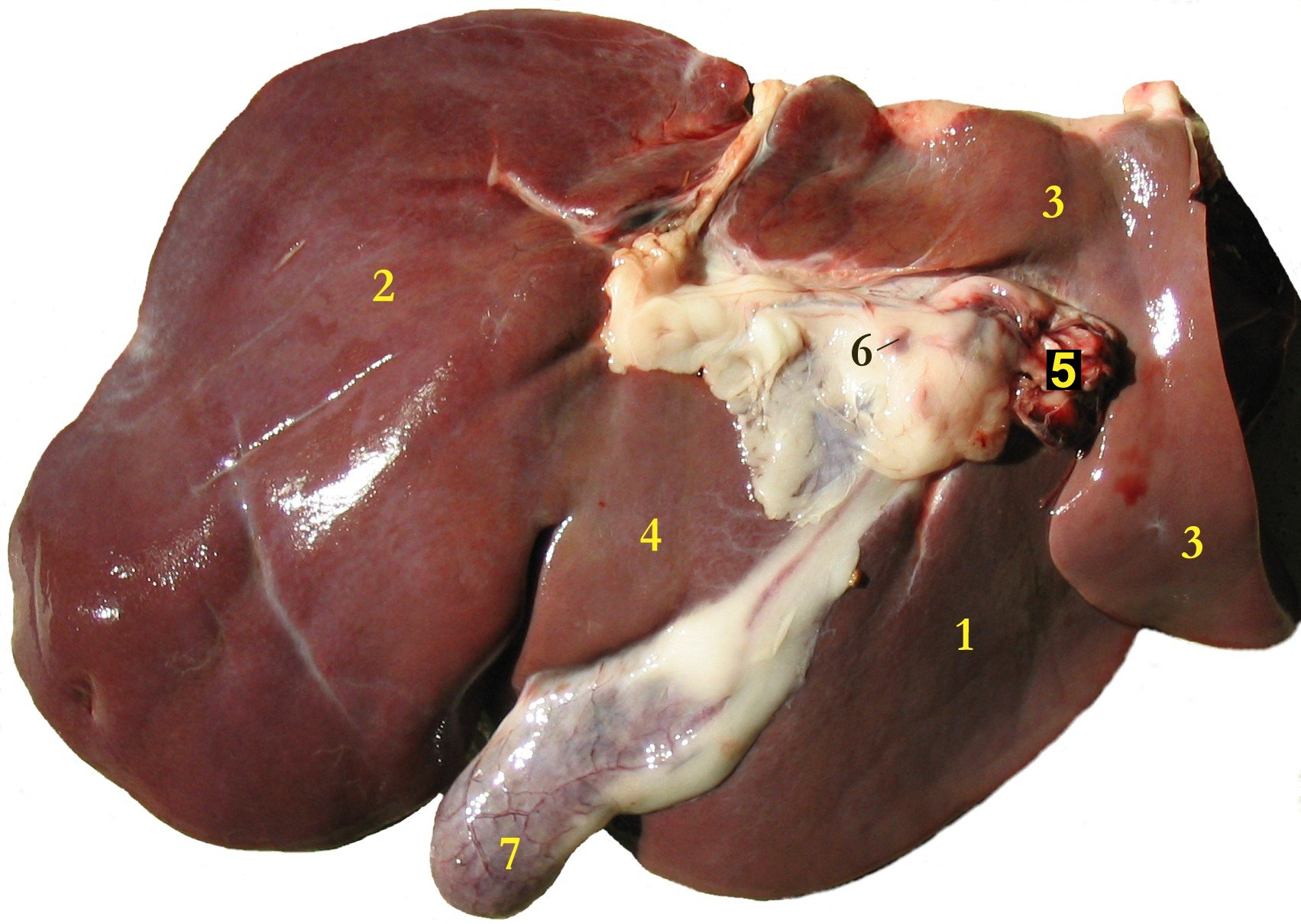
نگاره‌ای از کبدی گوسفند سالم؛ کبد انسان تقریباً یک رنگ است.